# Guerres croato-bulgares
 (janvier 2024).
Batailles
Bataille croato-bulgare de 852
Bataille des montagnes bosniaques
Siège de Zadar (998)
Les guerres croato-bulgares sont une série de conflits armés aux IXe et Xe siècles entre la Croatie et la Bulgarie. Au cours de ces guerres, la Croatie forme une alliance avec la Francie orientale et Byzance contre l'Empire bulgare.

## Première guerre
Au milieu du IXe siècle, la Bulgarie est une puissance dominante dans la partie orientale et centrale des Balkans. En 854, le dirigeant bulgare Boris Ier conclut une alliance avec le prince morave Rastislav contre Louis le Germanique, le souverain de Francie orientale. Le prince de la Croatie dalmate, Trpimir, fidèle vassal des Francs, est conscient de la menace bulgare et de leur expansion vers l'ouest, qui, après la conquête de la Rascie, atteint les frontières croates. Selon Constantin VII Porphyrogénète, les Bulgares attaquent la Croatie vers 854, mais il est également possible que Louis le Germanique soutienne l'attaque de Trpimir contre la Bulgarie. Pendant cette guerre, une seule grande bataille a lieu, dans la région actuelle du nord-est de la Bosnie, où aucun camp ne remporte de victoire claire. Des négociations de paix commencent rapidement entre Trpimir et Boris Ier, scellées par un échange symbolique de cadeaux. C'est à ce moment-là que la frontière entre la Croatie et la Bulgarie est établie le long de la rivière Drina (qui constitue aujourd'hui la frontière entre la Bosnie-Herzégovine et la Serbie).[réf. nécessaire]

## Deuxième guerre
Le tsar bulgare Siméon le Grand mène une guerre longue et difficile contre l'empereur byzantin Romain Ier, cherchant à renverser ce dernier pour prendre le contrôle de l'Empire byzantin. Sous une pression bulgare intense et en subissant défaite après défaite, l'Empire byzantin engage des négociations avec la Croatie et la Principauté Serbe (en) dans l'espoir de former une alliance contre les Bulgares. Informé de ces plans, le souverain de Zachlumle, Mihajlo Višević, chassé par les Serbes qui avaient conquis la majeure partie de son État, informe l'empereur bulgare Siméon. En 924, Siméon ravage les terres serbes et, trompant la noblesse serbe, les intègre à l'Empire bulgare. Le grand joupan serbe, Zaharija Pribislavljević, trouve refuge à la cour croate, de même qu'un grand nombre de Serbes qui fuient en Croatie sous Tomislav. Pour inciter le roi Tomislav à se joindre à la guerre contre les Bulgares, Romain Ier décide en 925 que les villes de Dalmatie paieront des impôts à l'État croate au lieu de Byzance. Depuis lors, la Dalmatie, y compris la plupart des villes et des îles, est sous la domination du roi Tomislav et est administrativement une partie de la Croatie. De plus, les habitants de Zachlumle sous le prince Mihajlo deviennent les vassaux de Tomislav dès 926. Siméon envoie son duc Alogobotur (en) pour chasser le reste des Serbes vers la Croatie, provoquant leur rébellion et une guerre vers 926.[réf. nécessaire]
Au paroxysme du conflit se déroule la bataille des montagnes bosniaques le 27 mai 927, durant laquelle les forces croates sous la direction du roi Tomislav détruisent complètement les forces bulgares du duc Alogobotur, tuant la majorité des soldats bulgares. La victoire croate est si grande et décisive que les sources contemporaines exagéraient considérablement la taille des armées en conflit (160 000 soldats croates contre un peu plus de soldats bulgares). C'est la seule bataille que le tsar Siméon ait jamais perdue. Comme les deux souverains entretenaient de bonnes relations avec le pape Jean X, le pape réussit, par des négociations, à mettre fin à la guerre peu de temps après la bataille elle-même. Bien qu'il n'y ait pas eu de changements dans les frontières des États en conflit, le Royaume de Croatie sort renforcé de la guerre, non seulement par la puissance militaire, mais aussi par les ressources naturelles, devenant ainsi la nation la plus puissante de cette époque dans la région, capable de constituer une importante flotte maritime. Le jour de la bataille, le tsar Siméon décède à Preslav, et son successeur, Pierre Ier, est confronté à des troubles internes, ainsi qu'à une lutte pour le pouvoir avec ses frères Michel et Jean. Les Serbes réussissent à exploiter ces conflits, et la plupart d'entre eux retournent dans leurs foyers en 931, pendant le rétablissement de l'État serbe de Časlav Klonimirović, mettant ainsi fin à la frontière entre la Croatie et la Bulgarie.[réf. nécessaire]

## Troisième guerre
Vers la fin du Xe siècle, Étienne Drjislav règne sur la Croatie. Il forme une alliance avec l'Empire byzantin, qui le reconnaît comme roi de Croatie et de ses territoires en retour. Après sa mort en 997, son fils Svetoslav Suronja poursuit la politique pro-byzantine. Ses frères Krešimir III et Gojslav refusent de reconnaître Svetoslav comme souverain et organisent un coup d'État en demandant l'aide du tsar bulgare Samuel. Samuel répond en envahissant la Dalmatie, détruisant Trogir et Split, mais les Croates l'arrêtent près de Zadar. Samuel conquiert une partie du territoire croate, le remet à Krešimir III et Gojslav, et les deux remportent ainsi la victoire avec l'aide bulgare, prenant le contrôle complet du royaume de Croatie en l'an 1000. Svetoslav est exilé à Venise, mais après un renversement de pouvoir à Venise, il est exilé en Hongrie. La mort d'Ivan Vladislav en 1018 place la Bulgarie sous la domination byzantine, et Krešimir III et Gojslav deviennent des vassaux byzantins.[réf. nécessaire]

## Sources
- Annales regni Francorum inde ab a.741 usque ad a.829, qui dicuntur Annales Laurissenses maiores et Einhardi . Publié par Friedrich Kurze. XX et 204 S. 8°. en 1895 Réimpression en 1950.
- Constantin VII Porphyrogénète, De administrando Imperio, traduction et commentaires de Nikola pl. Tomašić (croate), R. [Romilly] J. [James] H. [Heald] Jenkins (anglais), éditeur de l'original grec Gyula Moravcsik, Zagreb : La maison et le monde (Biblioteka Povjesnica), 2003.  (ISBN 953-6491-90-7) .
- Rudolf Horvat, Histoire de la Croatie I (des origines à 1657), Zagreb 1924.
- Nada Klaić, Histoire des Croates au début du Moyen Âge, Zagreb 1975.
- Eduard Peričić, Rois croates (L'âge d'or de l'histoire croate), Zadar 2000.
- Nenad Labus, « Qui a tué le duc Erik », Actes de l'Institut des sciences historiques HAZU de Zadar, vol. 42/2000, p. 1-16.
- Ivan Mužić, « Histoire croate du IXe siècle », (Povjesnice Hrvata 3), Split 2007.  (ISBN 978-953-263-034-3) Version archivée de la page originale à partir de 8 Août 2019 ( Machine de retour )